# Listă de mamifere din Republica Moldova
Lista mamiferelor din Republica Moldova cuprinde 80 de speciii dintre care 5 de rozătoare, 3 de chiroptere, 9 de carnivore,27 de insectivore,56 de paricopitate și 1 specie de lagomorfe.

## Ordinul Insectivore
| Denumirea în română       | Denumirea în latină                | Răspândire                                | Statut | Imagine |
| ------------------------- | ---------------------------------- | ----------------------------------------- | ------ | ------- |
| Familia Erinaceidae       |                                    |                                           |        |         |
| Arici comun               | Erinaceus europaeus Linnaeus, 1758 | În toată țara                             |        |         |
| Familia Talpidae          |                                    |                                           |        |         |
| Cârtița                   | Talpa europaea Linnaeus, 1758      | În toată țara                             |        |         |
| Familia Soricidae         |                                    |                                           |        |         |
| Chițcan comun             | Sorex araneus Linnaeus, 1758       | În pădurile din centrul și nordul țării   |        |         |
| Chițcan mic               | Sorex minutus Linnaeus, 1758       | În pădurile din toată țara                |        |         |
| Chițcan cu abdomen alb    | Crocidura leucodon Hermna, 1780    | În toată țară                             |        |         |
| Chițcan mic cu dinți albi | Crocidura suaveolens Pallas, 1811  | În toată țara                             |        |         |
| Chițcan de apă            | Neomys fodiens Pennant, 1771       | În zona de nord și centru a țării         |        |         |
| Chițcan mic de apă        | Neomys anomalus Cabrera, 1907      | În văile umede ale Nistrului și Prutului, |        |         |

## Ordinul Chiroptere
| Denumirea în română       | Denumirea în latină                                | Răspândire                                                    | Statut | Imagine |
| ------------------------- | -------------------------------------------------- | ------------------------------------------------------------- | ------ | ------- |
| Familia Rhinolophidae     |                                                    |                                                               |        |         |
| Rinofild mic              | Rhinolophus hipposideros Bechstein, 1800           | În cursurile de mijloc al râurilor Nistru, Răut, Prut         |        |         |
| Rinofild mare             | Rhinolophus ferrumequinum Schreber, 1774           | În grote de pe malul stâng al Nistrului                       |        |         |
| Familia Vespertilionidae  |                                                    |                                                               |        |         |
| Noptar de apă             | Myotis daubentoni Kuhl, 1817                       | Zona centrală a Nistrului                                     |        |         |
| Noptar natterer           | Myotis nattereri Kuhl, 1817                        | Pe malurile stâncoase ale Nistrului și Răutului               |        |         |
| Noptar bechstein          | Myotis bechsteini Kuhl, 1818                       | În cursul mediu al Nistrului                                  |        |         |
| Liliac cu urechi mari     | Plecotus auritus Linnaeus, 1758                    | În toată țara                                                 |        |         |
| Noptar de iaz             | Myotis dasycneme Boie, 1825                        | În văile râurilor Nistru și Răut                              |        |         |
| Noptar mare               | Myotis myotis Borkhausen, 1797                     | În grote din centrul țării                                    |        |         |
| Noptar cu urechi ascuțite | Myotis blythii Tomes, 1857                         | În toată țara                                                 |        |         |
| Noptar cu mustăți         | Myotis mystacinus Kuhl, 1817                       | În toată țara                                                 |        |         |
| Liliac cârn               | Barbastella barbastellus Schreber, 1774            | În unele carier din cenrtrul țării, doar în timpul iernii     |        |         |
| Nictal mic                | Nyctalus leisleri Kuhl, 1817                       | În zona de stepă și în pădurile din nordul țării              |        |         |
| Nictal gigantic           | Nyctalus lasiopterus Schreber, 1780                |                                                               |        |         |
| Nictal roșcat             | Nyctalus noctula Schreber, 1774                    | Pretutindeni, mai ales în pădurile din centru și nordul țării |        |         |
| Pipistrel pitic           | Pipistrellus pipistrellus Schreber, 1774           | În centrul și sudul țării                                     |        |         |
| Pipistrel natuzi          | Pipistrellus nathusii Keyserling and Blasius, 1839 |                                                               |        |         |
| Vesperetil bicolor comun  | Vespertilio murinus Linnaeus, 1758                 | Doar în centrul țării                                         |        |         |
| Liliac târziu             | Eptesicus serotinus Schreber, 1774                 | În toată țara                                                 |        |         |

## Ordinul Lagomorfe
| Denumirea în română | Denumirea în latină          | Răspândire    | Statut | Imagine |
| ------------------- | ---------------------------- | ------------- | ------ | ------- |
| Familia Leporidae   |                              |               |        |         |
| Iepure de câmp      | Lepus europaeus Pallas, 1778 | În toată țara |        |         |

## Ordinul Rozătoare
| Denumirea în română  | Denumirea în latină                             | Răspândire                                        | Statut | Imagine |
| -------------------- | ----------------------------------------------- | ------------------------------------------------- | ------ | ------- |
| Familia Sciuridae    |                                                 |                                                   |        |         |
| Veveriță             | Sciurus vulgaris Linnaeus, 1758                 | În nordul și centrul țării                        |        |         |
| Popândău cu pete     | Spermophilus suslicus Guldenstaedt, 1770        | În toată țara (zone de stepă)                     |        |         |
| Popândău comun       | Spermophilus citellus linnaeus, 1766            | În nordul și centrul țării                        |        |         |
| Familia Gliridae     |                                                 |                                                   |        |         |
| Pârș comun           | Myoxus glis Linnaeus, 1766                      | În pădurile din centrul și nordul țării           |        |         |
| Pârș de pădure       | Dryomys nitedula Pallas, 1778                   | În pădurile din centrul și nordul țării           |        |         |
| Pârș de alun         | Muscardinus avellanarius Linnaeus, 1758         | În pădurile din centrul și nordul țării           |        |         |
| Familia Dipodidae    |                                                 |                                                   |        |         |
| Sicistă de stepă     | Sicista subtilis Pallas, 1773                   | A fost depistat în raionale Orhei și Ceadâr-Lunga |        |         |
| Familia Spalacidae   |                                                 |                                                   |        |         |
| Orbete               | Nannospalax leucodon Nordmann, 1840             | În stepele Bălțiului și Bugeac                    |        |         |
| Familia Muridae      |                                                 |                                                   |        |         |
| Șobolan cenușiu      | Rattus norvegicus Berkenhout, 1769              | În toată țara                                     |        |         |
| Șoarece de casă      | Mus musculus Linnaeus, 1758                     | În toată țara                                     |        |         |
| Șoarece de mișină    | Mus spicilegus Petenyi, 1882                    | În toată țara                                     |        |         |
| Șobolan de câmp      | Apodemus agrarius Pallas, 1771                  | În toata țara                                     |        |         |
| Șoarece de pădure    | Apodemus sylvaticus Linnaeus, 1758              | În toată țara                                     |        |         |
| Șoarece de pajiști   | Apodemus uralensis Pallas, 1811                 | În toată țara                                     |        |         |
| Șoarece gulerat      | Apodemus flavicollis Melchior, 1837             | În nodrul și centrul țării                        |        |         |
| Șoarece pitic        | Micromys minutus Pallas, 1771                   | În nordul și centrul țării                        |        |         |
| Familia Cricetidae   |                                                 |                                                   |        |         |
| Șoarece subteran     | Microtus subterraneus de Solys-Longchamps, 1836 | În pădurile din zona Codrilor și nordul țării     |        |         |
| Grivan cenușiu       | Cricetulus migratorius Pallas, 1773             | În toată țara                                     |        |         |
| Hârciog              | Cricetus cricetus linnaeus, 1758                | Efectiv redus, în toată țara                      |        |         |
| Bizam                | Ondatra zibethicus Linnaeus, 1766               | În bazinele râurilor Nistru, Prut și Răut         |        |         |
| Șoarece scurmător    | Clethrionomys glareolus Schreber, 1780          | În pădurile din centrul și nordul țării           |        |         |
| Șobolan de apă       | Arvicola terrestris linnaeus, 1758              | În cursul râurilor Nistru, Prut și Răut           |        |         |
| Șoarece de câmp      | Microtus arvalis Pallas, 1778                   | În toată țara                                     |        |         |
| Șoarece est-european | Microtus rossiaemeridionalis Ognev, 1924        | În toată țara                                     |        |         |

## Ordinul Carnivore
| Denumirea în română | Denumirea în latină                 | Răspândire                                                                              | Statut | Imagine |
| ------------------- | ----------------------------------- | --------------------------------------------------------------------------------------- | ------ | ------- |
| Familia Canidae     |                                     |                                                                                         |        |         |
| Lup                 | Canis lupus Linnaeus, 1758          | Foarte rar, în centrul și sudul țării                                                   |        |         |
| Vulpe               | Vulpes vulpes linnaeus, 1758        | În toată țara                                                                           |        |         |
| Câine enot          | Nyctereutes procyonoides Gray, 1834 | În raioanele Orhei, Strășeni, Călărași, Cahul                                           |        |         |
| Familia Mustelidae  |                                     |                                                                                         |        |         |
| Hermelină           | Mustela erminea Linnaeus, 1758      | În luncile râurilor Nistru, Prut, în Codri centrali, luncile pădurilor din nordul țării |        |         |
| Nevăstuică          | Mustela nivalis Linnaeus, 1758      | În toată țara                                                                           |        |         |
| Dihor de pădure     | Mustela putorius Linnaeus, 1758     | În pădurile din centrul și nordul țării                                                 |        |         |
| Dihor de stepă      | Mustela eversmanni Lesson, 1827     | Grupuri restrânse în nordul și centrul țării                                            |        |         |
| Nurca europeană     | Mustela lutreola Linnaeus, 1761     | În sectorul inferior al râurilor Nistru și Prut                                         |        |         |
| Jder de pădure      | Martes martes Linnaeus, 1758        | În pădurile din centrul și nordul țării, , în luncile Nistrului și Prutului             |        |         |
| Jder de piatră      | Martes foina Erxleben, 1777         | În toată țara, în special pe malurile stâncoase ale Prutului și Nistrului               |        |         |
| Bursuc              | Meles meles                         | În pădurile din nordul și centrul țării                                                 |        |         |
| Vidră de râu        | Lutra lutra Linnaeus, 1758          | În râurile Nistru, Prut și Răut                                                         |        |         |
| Familia Felidae     |                                     |                                                                                         |        |         |
| Pisica sălbatică    | Felis silvestris Schreber, 1775     | În Codrii centrali, în luncile râurilor Nistru și Prut                                  |        |         |

## Ordinul Paricopitate
| Denumirea în română | Denumirea în latină                | Răspândire                                         | Statut | Imagine |
| ------------------- | ---------------------------------- | -------------------------------------------------- | ------ | ------- |
| Familia Suidae      |                                    |                                                    |        |         |
| Mistreț             | Sus scrofa Linnaeus, 1758          | În pădurile din toată țara (în special cele umede) |        |         |
| Familia Cervidae    |                                    |                                                    |        |         |
| Căprior             | Capreolus capreolus Linnaeus, 1758 | Comun, în toată țara                               |        |         |
| Cerb nobil          | Cervus elaphus linnaeus, 1758      | În codrii centrali                                 |        |         |
| Cerb cu pete        | Cervus nippon Temminck, 1838       | În Codrii centrali                                 |        |         |
| Cerb lopătar        | Cervus dama Linnaeus, 1758         | În Codrii centrali                                 |        |         |